# Schack-Oscar
Schack-Oscar var en internationell utmärkelse som gavs till den bäste schackspelaren varje år, fram till och med 2013. Vinnaren valdes genom omröstning bland schackexperter över hela världen, inklusive internationella stormästare. Utmärkelsen bestod av en bronsstatyett kallad The Fascinated Wanderer (Den fascinerade vandraren). Utmärkelsen hade sitt ursprung 1967 när journalister, ackrediterade till schackevenemang röstade för bästa stormästare. Utmärkelsen utdelades utan avbrott fram till 1988. Utdelningen återupptogs 1995 och var fram till 2013 koordinerad av den ryska schacktidskriften 64. 
Schack-Oscar hade stort värde i schackvärlden och sågs som ett tydligt erkännande.

## Vinnare

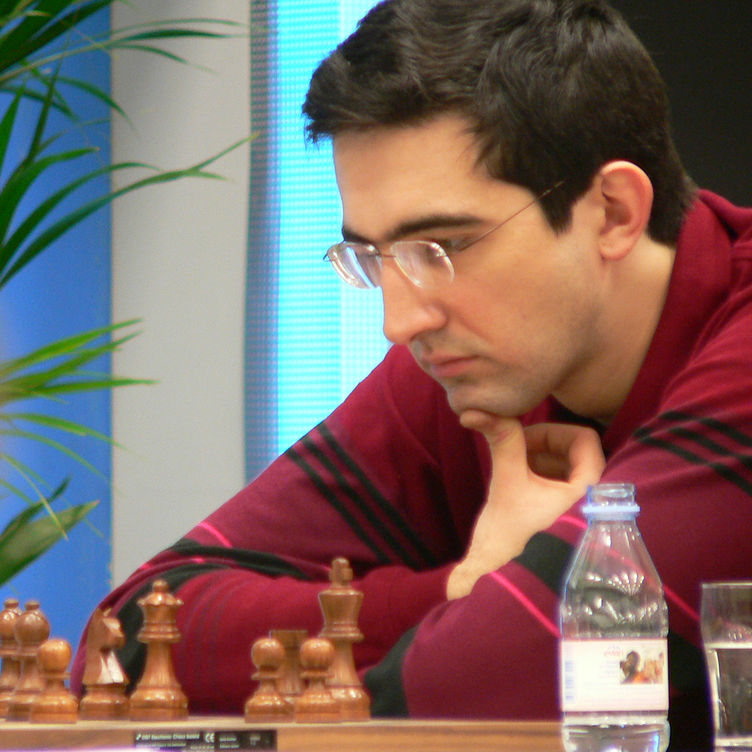
Vladimir Kramnik vann priset 2000 och 2006

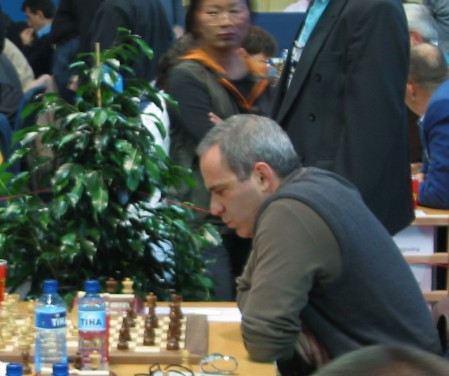
Garri Kasparov har vunnit priset 11 gånger

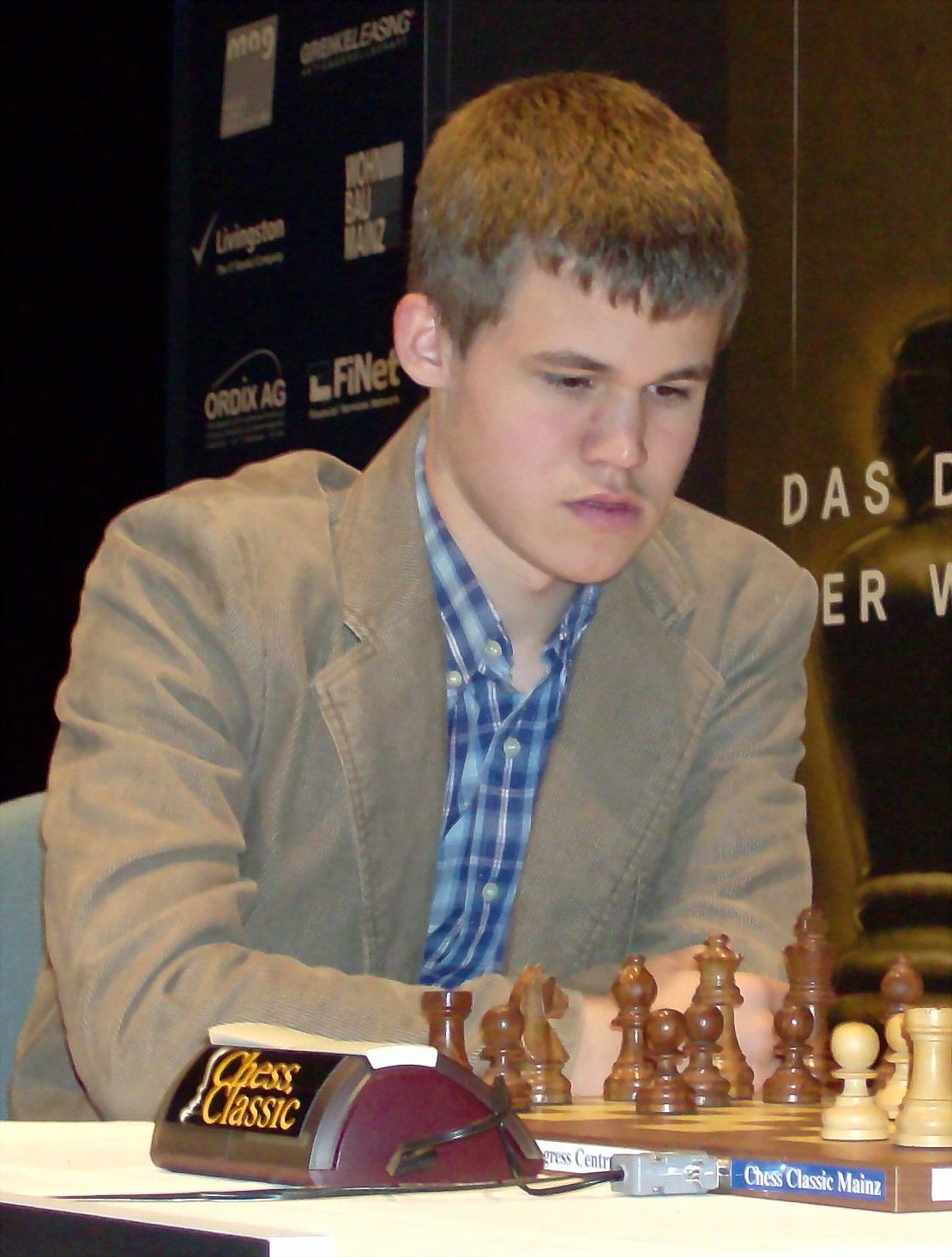
Magnus Carlsen fick priset de sista fem åren som det delades ut: 2009-2013

| År                        | Spelare           | Land          |
| ------------------------- | ----------------- | ------------- |
| 1967                      | Bent Larsen       | Danmark       |
| 1968                      | Boris Spasskij    | Sovjetunionen |
| 1969                      | Boris Spasskij    | Sovjetunionen |
| 1970                      | Robert Fischer    | USA           |
| 1971                      | Robert Fischer    | USA           |
| 1972                      | Robert Fischer    | USA           |
| 1973                      | Anatolij Karpov   | Sovjetunionen |
| 1974                      | Anatolij Karpov   | Sovjetunionen |
| 1975                      | Anatolij Karpov   | Sovjetunionen |
| 1976                      | Anatolij Karpov   | Sovjetunionen |
| 1977                      | Anatolij Karpov   | Sovjetunionen |
| 1978                      | Viktor Kortjnoj   | Sovjetunionen |
| 1979                      | Anatolij Karpov   | Sovjetunionen |
| 1980                      | Anatolij Karpov   | Sovjetunionen |
| 1981                      | Anatolij Karpov   | Sovjetunionen |
| 1982                      | Garri Kasparov    | Sovjetunionen |
| 1983                      | Garri Kasparov    | Sovjetunionen |
| 1984                      | Anatolij Karpov   | Sovjetunionen |
| 1985                      | Garri Kasparov    | Sovjetunionen |
| 1986                      | Garri Kasparov    | Sovjetunionen |
| 1987                      | Garri Kasparov    | Sovjetunionen |
| 1988                      | Garri Kasparov    | Sovjetunionen |
| 1989-1994 ingen utdelning |                   |               |
| 1995                      | Garri Kasparov    | Ryssland      |
| 1996                      | Garri Kasparov    | Ryssland      |
| 1997                      | Viswanathan Anand | Indien        |
| 1998                      | Viswanathan Anand | Indien        |
| 1999                      | Garri Kasparov    | Ryssland      |
| 2000                      | Vladimir Kramnik  | Ryssland      |
| 2001                      | Garri Kasparov    | Ryssland      |
| 2002                      | Garri Kasparov    | Ryssland      |
| 2003                      | Viswanathan Anand | Indien        |
| 2004                      | Viswanathan Anand | Indien        |
| 2005                      | Veselin Topalov   | Bulgarien     |
| 2006                      | Vladimir Kramnik  | Ryssland      |
| 2007                      | Viswanathan Anand | Indien        |
| 2008                      | Viswanathan Anand | Indien        |
| 2009                      | Magnus Carlsen    | Norge         |
| 2010                      | Magnus Carlsen    | Norge         |
| 2011                      | Magnus Carlsen    | Norge         |
| 2012                      | Magnus Carlsen    | Norge         |
| 2013                      | Magnus Carlsen    | Norge         |